# Giải thưởng Điện ảnh Hồng Kông lần thứ 22
Giải thưởng Điện ảnh Hồng Kông lần thứ 22 được tổ chức ngày 6 tháng 4 năm 2003 tại Trung tâm văn hóa Hồng Kông, Hồng Kông. Dẫn chương trình là các nghệ sĩ Tăng Chí Vĩ và Chu Nhân. Bộ phim thành công nhất trong lễ trao giải là Vô gian đạo với 7 giải. Tiết mục đáng nhớ nhất của lễ trao giải là tiết mục hợp diễn của "Tứ đại thiên vương Cantopop" Lê Minh, Quách Phú Thành, Lưu Đức Hoa, Trương Học Hữu để tưởng nhớ diễn viên - ca sĩ Trương Quốc Vinh, người vừa tự tử chỉ 5 ngày trước khi lễ trao giải diễn ra.

## Danh sách các đề cử và giải thưởng
| Phim hay nhất                                 | Phim hay nhất                 | Phim hay nhất |
| Phim                                          | Tên tiếng Anh                 |               |
| --------------------------------------------- | ----------------------------- | ------------- |
| Vô gian đạo (無間道)                          | Infernal Affairs              |               |
| Anh hùng (英雄)                               | Hero                          |               |
| Tam canh chi hồi gia (三更之回家)             | Three                         |               |
| Kim kê (金雞)                                 | Golden Chicken                |               |
| Hương Cảng hữu cá Hà Lý Hoạt (香港有個荷里活) | Hollywood Hong Kong           |               |
| Đạo diễn xuất sắc nhất                        |                               |               |
| Đạo diễn                                      | Phim                          |               |
| Lưu Vĩ Cường Mạch Triệu Huy                   | Vô gian đạo                   |               |
| Trần Khả Tân                                  | Tam canh chi hồi gia          |               |
| Trần Quả                                      | Hương Cảng hữu cá Hà Lý Hoạt  |               |
| Trương Nghệ Mưu                               | Anh hùng                      |               |
| La Chí Lượng                                  | Dị độ không gian              |               |
| Kịch bản hay nhất                             |                               |               |
| Biên kịch                                     | Phim                          |               |
| Mạch Triệu Huy Trang Văn Cường                | Vô gian đạo                   |               |
| Lý Phùng Trương Nghệ Mưu Vương Bân            | Anh hùng                      |               |
| Trần Quả                                      | Hương Cảng hữu cá Hà Lý Hoạt  |               |
| Tô Chiếu Bân Trần Quốc Phú                    | Song đồng                     |               |
| Hứa Nguyệt Chân Trâu Khải Quang               | Tam canh chi hồi gia          |               |
| Nam diễn viên chính xuất sắc nhất             |                               |               |
| Diễn viên                                     | Phim                          |               |
| Lương Triều Vỹ                                | Vô gian đạo                   |               |
| Lưu Đức Hoa                                   | Vô gian đạo                   |               |
| Lê Minh                                       | Tam canh chi hồi gia          |               |
| Lương Gia Huy                                 | Song đồng                     |               |
| Trương Quốc Vinh                              | Dị độ không gian              |               |
| Nữ diễn viên chính xuất sắc nhất              |                               |               |
| Diễn viên                                     | Phim                          |               |
| Lý Tâm Khiết                                  | Kiến quỷ                      |               |
| Vương Phi                                     | Thiên hạ vô song              |               |
| Trương Mạn Ngọc                               | Anh hùng                      |               |
| Ngô Quân Như                                  | Kim kê                        |               |
| Lâm Gia Hân                                   | Dị độ không gian              |               |
| Nam diễn viên phụ xuất sắc nhất               |                               |               |
| Diễn viên                                     | Phim                          |               |
| Huỳnh Thu Sinh                                | Vô gian đạo                   |               |
| Đỗ Vấn Trạch                                  | Vô gian đạo                   |               |
| Tăng Chí Vĩ                                   | Vô gian đạo                   |               |
| Huỳnh Thu Sinh                                | Nhất lục giá                  |               |
| Huỳnh Thu Sinh                                | Tưởng phi                     |               |
| Nữ diễn viên phụ xuất sắc nhất                |                               |               |
| Diễn viên                                     | Phim                          |               |
| Lưu Nhược Anh                                 | Song đồng                     |               |
| Chương Tử Di                                  | Anh hùng                      |               |
| Nguyên Lệ Kỳ                                  | Tam canh chi hồi gia          |               |
| Điền Thị Ni                                   | Kim kê                        |               |
| Diệp Đồng                                     | Ngũ nguyệt bát nguyệt         |               |
| Diễn viên mới xuất sắc nhất                   |                               |               |
| Diễn viên                                     | Phim                          |               |
| Nguyên Lệ Kỳ                                  | Tam canh chi hồi gia          |               |
| Hoàng Hựu Nam                                 | Nhất lục giá                  |               |
| Hoàng Hựu Nam                                 | Hương Cảng hữu cá Hà Lý Hoạt  |               |
| Hoàng Chân Chân                               | Tẩu hòa thượng                |               |
| Dương Kỳ                                      | Hồn phách Ngô Tề              |               |
| Chỉ đạo hành động xuất sắc nhất               |                               |               |
| Chỉ đạo                                       | Phim                          |               |
| Trình Tiểu Đông                               | Anh hùng                      |               |
| Lâm Địch An                                   | Vô gian đạo                   |               |
| Nguyên Khuê Quốc Kiến Dũng                    | Tịch dương thiên sứ           |               |
| Quách Chấn Phong                              | Thiên mạch truyền kỳ          |               |
| Đổng Vỹ                                       | Tưởng phi                     |               |
| Giải đặc biệt                                 |                               |               |
| Nội dung                                      | Người nhận giải               |               |
| Giải Thành tựu trọn đời                       | Tào Đạt Hoa Thạch Kiên        |               |
| Phim châu Á xuất sắc nhất                     |                               |               |
| Phim                                          | Đạo diễn - Quốc gia           |               |
| Cô nàng ngổ ngáo (엽기적인 그녀)              | Kwak Jae-yong · Hàn Quốc      |               |
| JSA                                           | Park Chan-wook · Hàn Quốc     |               |
| I Not Stupid                                  | Lương Trí Cường · Singapore   |               |
| Jibeuro (집으로)                              | Lee Jeong Hyang · Hàn Quốc    |               |
| Đại oản                                       | Phùng Tiểu Cương · Trung Quốc |               |